# Thecla brasiliensis
Thecla brasiliensis är en fjärilsart som beskrevs av Talbot 1928. Thecla brasiliensis ingår i släktet Thecla och familjen juvelvingar. Inga underarter finns listade i Catalogue of Life.